# Ракитовиця
45°43′ пн. ш. 18°11′ сх. д. / 45.71° пн. ш. 18.19° сх. д.
Ракитовиця (хорв. Rakitovica) — населений пункт у Хорватії, в Осієцько-Баранській жупанії у складі міста Доній Михоляць.

## Населення
Населення за даними перепису 2011 року становило 868 осіб.
Динаміка чисельності населення поселення:

## Клімат
Середня річна температура становить 11,08 °C, середня максимальна – 25,65 °C, а середня мінімальна – -6,19 °C. Середня річна кількість опадів – 662 мм.
| Клімат поселення                              | Клімат поселення | Клімат поселення | Клімат поселення | Клімат поселення | Клімат поселення | Клімат поселення | Клімат поселення | Клімат поселення | Клімат поселення | Клімат поселення | Клімат поселення | Клімат поселення | Клімат поселення |
| Показник                                      | Січ.             | Лют.             | Бер.             | Квіт.            | Трав.            | Черв.            | Лип.             | Серп.            | Вер.             | Жовт.            | Лист.            | Груд.            |                  |
| Середній максимум, °C                         | 5,80             | 8,08             | 12,70            | 17,30            | 22,30            | 25,65            | 25,27            | 24,84            | 20,61            | 15,23            | 9,30             | 5,30             |                  |
| Середня температура, °C                       | −0,2             | 2,10             | 6,70             | 11,30            | 16,30            | 19,67            | 21,37            | 20,93            | 16,70            | 11,30            | 5,40             | 1,40             |                  |
| Середній мінімум, °C                          | −6,19            | −3,91            | 0,74             | 5,31             | 10,32            | 13,66            | 17,46            | 17,02            | 12,80            | 7,40             | 1,48             | −2,5             |                  |
| Норма опадів, мм                              | 40               | 36               | 39               | 51               | 64               | 85               | 62               | 61               | 52               | 57               | 64               | 51               |                  |
| Середньомісячна швидкість вітру, м/с          | 2.30             | 2.60             | 2.84             | 2.78             | 2.40             | 2.24             | 2.20             | 2.00             | 2.00             | 2.10             | 2.26             | 2.40             |                  |
| Середньомісячна сонячна радіація, кДж/м²·день | 4161             | 6881             | 10750            | 15345            | 19268            | 21485            | 22221            | 20181            | 14833            | 9143             | 4677             | 3470             |                  |
| --------------------------------------------- | ---------------- | ---------------- | ---------------- | ---------------- | ---------------- | ---------------- | ---------------- | ---------------- | ---------------- | ---------------- | ---------------- | ---------------- | ---------------- |
| Джерело:                                      |                  |                  |                  |                  |                  |                  |                  |                  |                  |                  |                  |                  |                  |